# Methansulfonsäure
Methansulfonsäure (MSA, von englisch methanesulfonic acid) ist die einfachste Sulfonsäure. Die organischen Salze und Ester der Methansulfonsäure werden als Methansulfonate oder Mesylate bzw. Mesilate bezeichnet.

## Darstellung
Methansulfonsäure lässt sich über eine Reihe von Reaktionen im Labormaßstab darstellen; so z. B. durch Oxidation von Methanthiol oder Dimethyldisulfid mit Chlor, Sauerstoff oder Salpetersäure.
Eine weitere Reaktionsvariante stellt die Umsetzung von Natriumsulfit mit Dimethylsulfat in wässriger Lösung bei 100 °C und pH größer 6 dar, die Ausbeuten an Methansulfonsäure von 75–85 % liefert.
Die Reaktion von Schwefeltrioxid mit Methan ist möglich, lieferte lange Zeit aber nur geringe Ausbeuten.
Neueste Arbeiten beschreiben Hochdruckreaktionen in Rührkesselreaktoren oder (halb)kontinuierlichen Durchflussreaktoren in Gegenwart von radikalischen Initiatoren wie Dialkylsulfonylperoxiden, insbesondere Bis(methansulfonyl)peroxid CH3-SO2-O-O-SO2-CH3 (DMSP) oder Monomethylsulfonylperoxiden,
bei denen Ausbeuten an Methansulfonsäure von über 90 % erzielt werden können.
Industriell erfolgt die Herstellung vor allem durch Oxidation von Methanthiol oder Dimethyldisulfid mit Chlor. Darüber hinaus wird seit einigen Jahren MSA großtechnisch auch über katalytische Oxidation von Dimethyldisulfid mit Luftsauerstoff und Salpetersäure gewonnen.
Die Umsetzung von Methan mit Schwefeltrioxid wurde 2016 zur großtechnischen Produktionsreife geführt. Erste Produktionsanlagen wurden 2022 in Betrieb genommen.

## Eigenschaften
Methansulfonsäure ist eine starke Säure, ihr pKS-Wert wird mit −0,6 oder dem wahrscheinlicheren −1,9 angegeben. Sie ist mit Wasser in jedem Verhältnis mischbar und kann selbst als Lösemittel dienen. Die kryoskopische Konstante beträgt 5,69 K. Bei Normaldruck zersetzt sich die nur sehr schwer entzündliche MSA unter Luftatmosphäre ab etwa 220 °C zu Kohlenmonoxid, Kohlendioxid, Schwefeltrioxid und Wasser. Der Dampfdruck ist unter Standardbedingungen mit 5,4265 · 10−5 hPa ähnlich niedrig wie der von Schwefelsäure.
MSA wirkt auch in hohen Konzentrationen nicht oxidierend. Mit der Säurestärke korreliert die hohe Leitfähigkeit wässriger MSA-Lösungen, die bei 20–40 Gew.-% mit über 500 mS/cm ihr Maximum findet und vergleichbar mit der anorganischer Säuren ist.
Aufgrund von Autoprotolyse leitet reine MSA den elektrischen Strom:
{\displaystyle \mathrm {2\ CH_{3}SO_{3}H\ \rightleftharpoons \ CH_{3}SO_{3}^{-}+CH_{3}SO_{3}H_{2}^{+}} }
Der beobachtete Protonentransfermechanismus zwischen den Ionen ist mit dem anderer Sulfonsäuren vergleichbar. Nach wenigen Tagen an der Luft stellt sich bei 70–100%igen Ansätzen eine MSA-Konzentration von etwa 49 % ein. Ähnlich wie Schwefelsäure wirkt MSA stark wasserentziehend und kann somit organische Stoffe verkohlen, die Hydroxygruppen enthalten. Auf dieser Eigenschaft beruht die leicht gelbbraune Färbung der MSA, die gelegentlich beobachtet werden kann. Durch heißes Wasser oder heiße wässrige Alkalien lässt sich MSA nicht hydrolysieren. Das elektrochemische Fenster der MSA ist recht breit – bei einer angelegten Spannung von −1,40 V findet eine Reduktion der Säureprotonen statt, bei +2,35 V eine oxidative Zersetzung der Säure. Sie wirkt nur wenig korrosiv und vermag selbst in hoher Konzentration bei Temperaturen um 100 °C nicht, Oxidschichten von Metallen wie bspw. Aluminium, Titan oder Niob aufzulösen.

## INN-Nomenklatur
Im medizinischen und pharmazeutischen Bereich lautet die international anerkannte Kurzform für das Anion der Methansulfonsäure (Methansulfonat) gemäß den INN-Regeln „Mesilat“. Solche Kurzformen werden für Molekülkomponenten angelegt, wenn ihre systematische Bezeichnung zu lang ist. Durch Kombination einer Kurzform mit dem INN der wirksamen Komponente des Arzneistoffs entsteht der „modifizierte INN“ (INNm). Ein Beispiel ist der Arzneistoff Doxazosinmesilat, abgeleitet von der Stickstoffbase Doxazosin.
Im Englischen gibt es zur Schreibweise nach INN-Nomenklatur („mesilate“) eine abweichende Variante („mesylate“), die der Schreibweise nach dem United States Adopted Name Council entspricht.

## Verwendung
MSA dient als Lösungsmittel und Katalysator für verschiedenste organische Reaktionen wie z. B. Alkylierungen, Veresterungen, Polymerisationen oder Heterocyclen-Synthesen. Mittels Thionylchlorid kann sie zum reaktiven Methansulfonylchlorid umgesetzt werden, mit dem Hydroxygruppen in Methansulfonsäureester umgewandelt werden können – das Methansulfonat-Anion stellt im Rahmen von nucleophilen Substitutionen die deutlich bessere, da weniger reaktive Abgangsgruppe dar.
Als Bestandteil von Reinigern findet MSA zunehmend Verwendung, weil die Verbindung trotz großer Säurestärke (stärker als Phosphorsäure) deutlich ungefährlicher ist als klassische Reinigersäuren wie Phosphor-, Salz- und Schwefelsäure. Die entstehenden Erdalkali-, Eisen- und Manganmethansulfonate sind sehr gut wasserlöslich.
Da sich die Quecksilber-, Blei- und Silbermethansulfonate im Gegensatz zu den entsprechenden unlöslichen Salz- und Schwefelsäuresalzen ebenfalls sehr gut in Wasser lösen, können sie als Elektrolyten in methansulfonsauren Galvanisierbädern eingesetzt werden.
Einige basische Arzneistoffe werden als Methansulfonsäure-Salze eingesetzt, so z. B. Rasagilin. Wässrige Lösungen von Methansulfonsäure können als Eluent bei der Ionenchromatografie verwendet werden. 

## Verbindungen
Methansulfonate lassen sich in vielen Fällen aus der Säure und dem Carbonat, Hydroxid oder Oxid des jeweiligen Metallkations gewinnen. Ebenfalls möglich ist eine Herstellung auf elektrolytischem Wege, bei der das zu oxidierende Metall in einem MSA-Bad anodisch geschaltet wird. Aus den Verbindungen darstellbar sind auch die Methansulfonate diverser stickstoffhaltiger Basen wie z. B. Ammoniak, Methylamin oder 1-Ethyl-3-methylimidazolium (EMIM, siehe 1-Ethyl-3-methylimidazoliumchlorid, EMIM[Cl]). Durch die Reaktion mit EMIM erhält man eine ionische Flüssigkeit. Die Salze der MSA sind grundsätzlich sehr gut wasserlöslich, da die Ausbildung eines stabilen Ionengitters durch die Einwertigkeit des Anions und den unpolaren Methylrest erschwert wird. Letzterer ermöglicht es sowohl der Säure als auch den Salzen, sich zu einem gewissen Ausmaß ebenfalls in unpolaren Lösemitteln zu lösen. Die meisten Methansulfonate sind bis etwa 400 °C stabil, danach tritt eine thermische Zersetzung des organischen Methylrests ein. Die Salze sind somit temperaturbeständiger als die Säure selbst.
Das Anion wurde bereits strukturchemisch untersucht, es besitzt annähernd C3v-Symmetrie. Es ist weiterhin in der Lage, als Komplex-Ligand zu fungieren. Die Einordnung in die spektrochemische Reihe erfolgt nach Cl−  < F− ~ SO3Cl− ~ SO3F−< SO42− < CH3SO3− < H2O, in die nephelauxetische Reihe nach Cl− < CH3SO3− < SO42− < SO3Cl− ~ SO3F− ~ H2O < F−.
Die katalytischen Eigenschaften einiger Methansulfonate – u. a. als chloridfreie Lewis-Säuren – werden seit mehreren Jahren verstärkt untersucht; so erzielen bspw. Lanthanoid-Methansulfonate positive Effekte bei einigen Veresterungsreaktionen.

## Umweltchemie
MSA ist ein Indikator für die Menge der Schwefelemissionen ozeanischen Ursprungs, die in die Atmosphäre gelangen. Sie ist damit auch ein Indikator für die Säurehaltigkeit der Atmosphäre. Dort entsteht MSA als Zwischenprodukt des natürlichen Schwefelzyklus bei der photochemischen Umwandlung von Dimethylsulfid zu Sulfataerosolen.
MSA ist nach der OECD Richtlinie 301 A biologisch leicht abbaubar, wobei Kohlendioxid und Sulfat als Abbauprodukte entstehen.